# Monetazione di Efeso
Le monetazione di Efeso, riguarda le monete di questa città, una delle più antiche e importanti zecche dell'Asia minore. Delle prime monete si conoscono solo pochissimi tipi differenti. Un caratteristico tipo ricorrente è l'ape, attributo di una divinità cittadina che è stato identificato nel corso del tempo con la dea greca Artemide. Per lo più furono coniate monete d'argento in diversi nominali.

## Storia della monetazione di Efeso
È difficile identificare l'inizio dell'attività di coniazione. Si ritiene che già nel VII secolo, sotto il regno di Lidi, a Efeso fossero coniate monete, perché i più antichi tesori monetari mai rinvenuti sono stati trovati nelle fondamenta di un arcaico tempio di Efeso. È naturale supporre che l'origine di almeno alcune delle monete di questo tesoro sia Efeso, ma è difficile per questo tempo classificare esattamente i singoli oggetti in base alla loro iconografia.

### VI secolo a.C.
Solo l'introduzione delle monete d'argento permette, almeno a Efeso, un'assegnazione relativamente sicura delle monete a questa zecca, perché solo la combinazione di posizione del ritrovamento e dei tipi permette l'attribuzione. In questo caso, il fattore decisivo è la presenza dell'ape sul dritto. Ciò avviene, in grandi quantità, solo nel corso del VI secolo. Pochi anni prima dell'inizio del regno achemenide su Efeso (dal 541 a.C.) gli Efesini iniziarono a coniare monete d'argento, monete che mostrano sul dritto l'ape già citata e sul retro un quadrato punzonato, diviso in quattro parti, il cosiddetto quadrato incuso.
Raramente si trova, invece dell'ape, una testa di aquila e le lettere epsilon e phi, che formano l'inizio del nome della città. I nominali sono piccoli, in ogni caso non superiori alla dracma. Il piede monetario usato è il foceo, con uno statere di 7,5 grammi suddiviso in 2 dracme.

### V secolo a. C.
Nonostante i molti cambiamenti politici che il V secolo ha portato ad Efeso, la coniazione cambiò solo in minima parte. Né la rivolta ionica, alla fine del dominio achmenide, né la politica restrittiva della lega delio-attica hanno lasciato tracce visibili sulle monete di Efeso. I tipi principali rimangono l'ape, la testa di aquila e il  quadratum incusum; i nominali rimangono bassi e anche il piede monetario rimane invariato. Solo è sempre più comune leggere sulle monete il nome della città.

### 415 - 334 a.C.
Solo le complicazioni e le conseguenze della guerra del Peloponneso hanno portato ad alcune innovazioni nella coniazione; in primo luogo dopo il catastrofico risultato della spedizione ateniese in Sicilia, al posto del piede monetario foceo, usato fin allora, fu introdotto quello di Rodi, per facilitare gli scambi commerciale con l'isola; in secondo luogo alcuni anni più tardi furono battute le prime tetradramme. Questo potrebbe essere attribuito al fatto che Efeso era giunta, come base del comandante spartano Lisandro, a una maggiore prosperità e autonomia.
Anche i tipi impressi sulle monete cambiano all'inizio del IV secolo. Il quadrato incuso scompare dal rovescio verso il 400 a.C. ed è sostituito da un cervo, per lo più una protome, accompagnato da una palma. Inoltre appare il nome del magistrato. L'ape è ancora presente al dritto. Questo cambiamento è probabilmente il risultato della graduale tendenza a equiparare la divinità efesina con Artemide, perché il cervo è il suo animale preferito, e lei e Apollo sono nati sotto una palma. Monete con questi tipi sono state coniate invariate ancora per circa 100 anni.
In seguito vi fu un'altra importante emissione. Tra il 394 e il 391 a.C. alcune città greche, tra cui Bisanzio, le città delle isole Samo e Rodi nonché Efeso, emisero una moneta comune, che ha al dritto un Eracle bambino che strangola due serpenti e le lettere ΣΥΝ, per Συνμαχικον (synmachikov), l'indicazione di una simmachia. Al rovescio c'è sempre un simbolo specifico della città, nel caso di Efeso, un'ape. Queste monete sono uno dei pochi riferimenti a noi noti dell'alleanza anti-spartana di varie piccole città dell'Asia minore in risposta alla sconfitta di Sparta del 394.
Tuttavia, l'indipendenza ottenuta durò solo pochi anni, poiché già 387 a.C., l'Impero achemenide riacquistò la sovranità sull'Asia Minore e le sue città. Tuttavia il cambiamento non ebbe un'influenza riscontrabile sulla monetazione di Efeso.
Memnone di Rodi, un generale greco al soldo dei Persiani, occupò per qualche tempo la città, dal 336 al 334. Vi coniò dei tetradracmi in cui è raffigurato il re di Persia come arciere, che incocca la freccia. Alcune di queste monete hanno al dritto la legenda ΠΥΘΑΓΟΡΗΣ (pythagores), cioè Pitagora in dialetto ionico.

### Ellenismo
Intorno al 330 a.C. l'identificazione della dea locale con Artemide può essere considerato completata. Infatti nel corso dell'ellenizzazione dell'Asia con le campagne di Alessandro Magno furono coniate a Efeso monete, che hanno al dritto, invece dell'ape, la testa dell'Artemide greca con arco e faretra. Al rovescio c'è un cervo con una piccola ape e il nome di un magistrato.
Nei decenni dopo la morte di Alessandro nel 323 a.C. e l'inizio della dominazione degli Attalidi su Efeso del 189 a.C., la città fu soggetta alle vicende delle guerre dei Diadochi. Molti governanti hanno coniato qui monete, come ad esempio Lisimaco, vari Seleucidi e Tolomei, ma c'era sempre una produzione indipendente di Efeso, che ha continuato a usare i tipi già noti, sia con l'ape e il cervo o con Artemide e cervi al dritto e al rovescio. Queste monete furono coniate con il piede attico e recano sempre anche il nome del magistrato al rovescio.
Una moneta, la dracma con ape ed epsilon e phi al dritto nonché cervo, palma e nome del magistrato al rovescio, era così popolare, che fu copiata ad Arados, davanti all'attuale prima costa siriana.
Poco dopo l'introduzione del cistoforo, da parte Eumene II terminò la produzione di queste monete. Ciò determinò la fine della coniazione autonoma della città. Tuttavia la zecca di Efeso fu ancora usata dagli Attalidi e dal 133 a.C. per le loro emissioni.

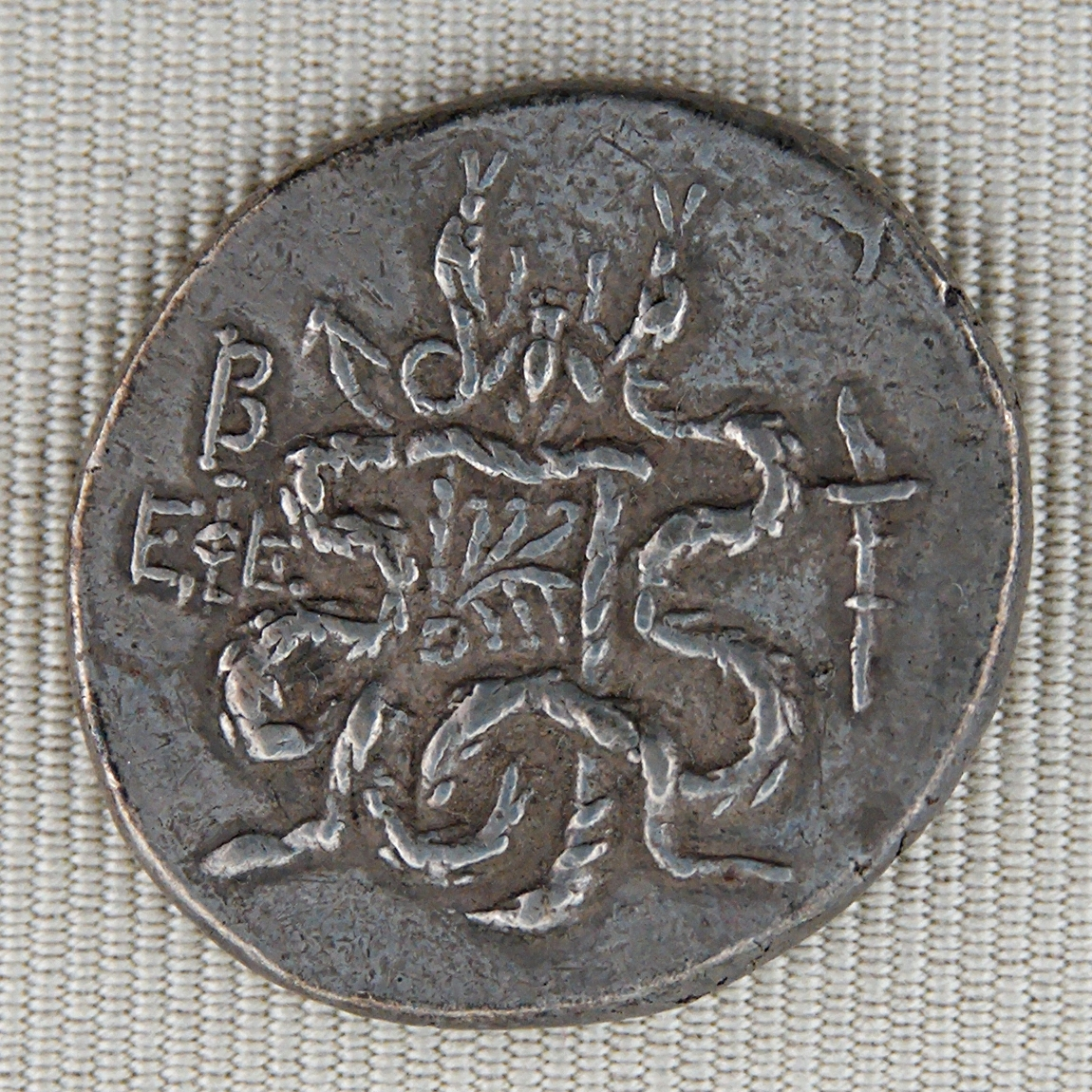
Cistoforo del periodo 134 - 131 a.C.: Serpenti che si attorcigliano intorno a una faretra; accanto ad una torcia.